# Cá ba thú
Cá ba thú (Danh pháp khoa học: Rastrelliger brachysoma) hay còn gọi là cá thu ngắn hay cá bạc má là một loài cá trong họ Cá thu ngừ Scombridae phân bố ở vùng biển Đài Loan, Indonesia, Malaysia, Philippines, Việt Nam, chủ yếu ở vùng Biển Đông và Tây Nam bộ. Tên thường gọi tiếng Anh Indo-Pacific mackerel, trong tiếng Thái là Pla thu (ปลาทู). Đây là một trong những loài cá có giá trị kinh tế, mùa vụ khai thác quanh năm. Dạng sản phẩm Ăn tươi, phơi khô, đóng hộp.

## Đặc điểm
Thân cá có hình thoi, hơi dẹp bên và rất cao, chiều cao thân sau nắp mang gấp 3,7–4,0 lần chiều dài kinh tế. Kích cỡ khai thác 150–200 mm. Đầu dài gần bằng chiều cao thân. Mắt mỡ rất phát triển. Lược mang rất dài và trông thấy rõ khi mở miệng cá. Sau vây lưng thứ hai và vây hậu môn có 5 vây phụ. Thân màu xanh lá cây sẫm, hai bên sườn và bụng màu trắng bạc, có một hàng chấm đen chạy dọc lưng. Tia cứng vây lưng màu vàng nhạt, đầu tia có viền đen. Vây ngực và bụng sẫm màu, các vây khác màu vàng nhạt.